# Бронепалубни крайцери тип „Баия“
Баия (на португалски: Bahia) са серия от два бронепалубни крайцери (срещат се и като крайцери скаути или като леки крайцери) за ВМС на Бразилия. От проекта са построени 2 единици: „Баия“ (на португалски: Bahia) и „Риу Гранди ду Сул“ (на португалски: Rio Grande do Sul). Първоначално корабите в серията следва да са три, но „Сеара“ е отказан преди залагането му. Всички кораби са построени във Великобритания от фирмата „Армстронг“. Основа на проекта са крайцерите „Адвенчър“. Към момента на влизането си в строй типа „Баия“ са най-бързите кораби в света. Освен това са и първите кораби на бразилския флот, които са задвижвани от парни турбини. Всички кораби на серията носят имената си в чест на бразилски щати.

## История на службата
„Баия“ е заложен на 19 август 1907 г., спуснат е на вода на 20 януари 1909 г., влиза в строй на 2 март 1910 г. Крайцерът „Баия“ потъва през юли 1945 г. при не съвсем изяснени обстоятелства. Според една информация той потъва след детонация на боеприпаси, а според друга е потопен от неизвестна подводница. Командирът на немската подводница „U-977“ Х. Шефер (тя пристига на 17 август 1945 г. в Аржентина) е подозиран за неговото потопяване. Впоследствие обвиненията срещу него са свалени.
„Риу Гранди ду Сул“ е заложен на 30 август 1907 г., спуснат е на вода на 20 април 1909 г., влиза в строй на 14 май 1910 г. Корабът е изваден от списъците на флота и предаден за скрап на 8 юни 1948 г.

## Галерия
- Схема на крайцерите тип „Баия“.
- Крайцерът „Баия“ след модернизацията.
- Крайцерът „Риу Гранди ду Сул“ след модернизацията.

## Коментари
1. ↑  Всички данни са към момента на влизането в строй.